# Viyaleta Skvartsova
Viyaleta Skvartsova (15 de abril de 1998) es una deportista de Bielorrusia que compite en atletismo. Ganó una medalla de bronce en el Campeonato Europeo de Atletismo Sub-23 de 2019, en la prueba de triple salto.